# Национальный комитет за свободную Европу
Национальный комитет за свободную Европу (англ. National Committee for a Free Europe, Free Europe Committee) — антикоммунистическая организация, созданная Центральным разведывательным управлением (ЦРУ). Была основана 1 июня 1949 года в Нью-Йорке для дестабилизации стран советского блока.

## История
Комитет был основан Алленом Даллесом, позже ставшим директором Центральной разведки, совместно с ДеВиттом Клинтоном Пулом. Среди первых членов совета директоров были Дуайт Эйзенхауэр, Люциус Д. Клей, Сесил Б. Демилль, Генри Люс, Марк Этридж, Чарльз Фелпс Тафт II и Девитт Уоллес. С 1951 по 1952 год его президентом был Чарльз Дуглас Джексон. Организация создала и курировала антикоммунистическую службу радиовещания «Радио Свободная Европа». Субсидии ЦРУ Комитету Свободной Европы прекратились в 1971 году, что привело к реструктуризации его деятельности.
Комитет Свободной Европы отправил воздушные шары с листовками из Западной Германии в страны Восточного блока. Каждый воздушный шар мог сбросить 100 000 листовок.